# 乔特达
东印度公司治下的印度，乔特达（jotedar）是“富裕的农民”，是孟加拉农业地区的一个社会阶层。乔特达拥有相对广阔的土地；他们的土地保有权地位与那些没有土地或土地贫瘠的落后农民和村民形成鲜明对比。 许多乔特达是巴德拉洛克（上层种姓成员），仅是因为1885年《孟加拉租赁法》带来的经济利益。
纳萨尔派与乔特达对立。